# 3705 Hotellasilla
3705 Hotellasilla (1984 ET1) là một tiểu hành tinh vành đai chính được phát hiện ngày 4 tháng 3 năm 1984 bởi H. Debehogne ở Đài thiên văn Nam Âu.